# Логофетопулос, Константинос
Константи́нос Логофето́пулос (греч. Κωνσταντίνος Λογοθετόπουλος; 1 августа 1878, Нафплион, ном Арголида и Коринфия, Королевство Греция — 6 июля 1961, Афины, Королевство Греция) — известный греческий врач, сотрудничавший в годы 2-й мировой войны с нацистами и возглавлявший греческое коллаборационистское правительство.
Изучал медицину в Мюнхене, после этого жил в Германии до 1910 года, где вёл медицинскую практику и преподавал. 
В Греции основал частную клинику. Участвовал как военный врач в обеих Балканских войнах. Уволен с военной службы в 1916 году, продолжил заниматься частной практикой.
Снова призван в армию в 1922 во время греко-турецкой войны. По окончании войны — профессор гинекологии в Афинском университете.
Во время германской оккупации — премьер-министр Греции со 2 декабря 1942 по 7 апреля 1943 года (предшественник — Георгиос Цолакоглу, преемник — Иоаннис Раллис). В 1944 году бежал в Германию, захвачен в плен американцами, которые выдали его в 1946 году греческим властям. Осуждён к пожизненному заключению, в 1951 году освобождён.